# 山中渓温泉
山中渓温泉（やまなかだにおんせん）は、大阪府阪南市山中渓にある温泉（鉱泉）である。2024年現在、宿泊施設は全て廃業しており一部に廃墟を残すのみとなっている。

## 泉質
- 単純硫黄泉-硫化水素型（硫化水素泉・冷泉）

## 温泉街
- 1930年に阪和電鉄（現：JR西日本阪和線）の山中渓駅が開業し、その翌年の1931年7月に温泉旅館「ほととぎす」が開業した[1]。
- 1950年から60年代には「ほととぎす」、「阪和館」、「山中荘」、「元禄」、「つるのや」などの旅館が存在し、「大阪の奥座敷」とも称された[1]。
- 1970年の大阪万博の後、阪和自動車道建設（1974年開通）による立ち退きのため、山中荘が廃業。また、府道拡張工事による用地接収で阪和館が廃業。[1]。
- 1970年代以降、第二阪和国道（現・国道26号）や阪和自動車道の開通、国鉄紀勢本線の複線電化などによって南紀方面への交通網の整備が進み、白浜や勝浦など南紀地域の温泉に宿泊客を次々と奪われていった。
- 正確な時期は不明だが、遅くとも2005年までに全ての旅館が廃業した[2]。
- 「元禄」の跡地は2017年3月8日時点で温泉の湧く売地となっている[3]。
- 2021年8月4日放送のフジテレビ系の番組「世界の何だコレ!?ミステリー」で登坂淳一によって「ほととぎす」でロケが行われた[4]。
- 2025年4月14日に「ほととぎす」で火災が起き、2階部分の一部が焼けた[5]。

## アクセス
- 鉄道：JR阪和線山中渓駅から徒歩数分
- 自動車：和歌山県道・大阪府道64号和歌山貝塚線